# ميخائيل بورودين
ميخائيل بورودين (بالروسية: Бородин, Михаил Маркович)‏ (و. 1884 – 1951 م) هو صحفي، ودبلوماسي من الإمبراطورية الروسية، والاتحاد السوفيتي، كان عضوًا في الكومينتانغ، وحزب العمال الديمقراطي الاشتراكي الروسي، والحزب الشيوعي السوفيتي، توفي في سيبيريا، عن عمر يناهز 67 عاماً.

## التعليم
تعلم في Valparaiso University ‏.

## روابط خارجية
- ميخائيل بورودين على موقع الموسوعة البريطانية (الإنجليزية)
- ميخائيل بورودين على موقع مونزينجر (الألمانية)